# Rosemarie Ackermann
Rosemarie Ackermann (nascida Witschas; Lohsa, 4 de abril de 1952) é uma atleta alemã, campeã olímpica nos Jogos Olímpicos de Montreal no salto em altura. Foi a primeira mulher no mundo a saltar acima de dois metros de altura, feito conseguido no Estádio Olímpico de Berlim em 1977.
Nascida na ex-Alemanha Oriental, Ackermann representou o país em centenas de competições internacionais nos anos 1970 e 1980. Com o nome de solteira (adotou o Ackermann do marido após se casar em 1974), ela participou dos Jogos Olímpicos de Munique, em 1972, conseguindo apenas o sétimo lugar na final do salto em altura, prova vencida pela alemã-ocidental Ulrike Meyfarth, então com apenas 16 anos.
Conseguiu seu primeiro título e recorde mundial em 1974, no Campeonato Europeu de Atletismo, disputado em Roma, saltando 1,95 m. Em 1976, conquistou a medalha de ouro olímpica ao saltar 1,93 m, estabelecendo novo recorde olímpico. Entre 1974 e 1977, ela elevou o recorde até 1,97 m e em 26 de agosto de 1977, ultrapassou a marca de 2 m num torneio de atletismo no Estádio Olímpico de Berlim, a primeira no mundo a conquistar o feito.
Perdeu seu título europeu e seu recorde mundial em 1978 para a italiana Sara Simeoni, após as duas ultrapassarem o sarrafo a 2,01 m, no campeonato então disputado em Brescia, mas a celebração precipitada de Ackermann, ainda no ar, fez a barra cair, dando o título e o novo recorde a Simeoni.
Retirou-se do atletismo após os Jogos Olímpicos de Moscou, em 1980, quando ficou apenas em quarto lugar, fora das medalhas.

## Biblioteca
- Grande Enciclopédia Portuguesa e Brasileira.
- Nova Enciclopédia Portuguesa, Ed. Publicações Ediclube, 1996.